# Valdehorna
Valdehorna – gmina w Hiszpanii, w prowincji Saragossa, w Aragonii, o powierzchni 7,95 km². W 2011 roku gmina liczyła 33 mieszkańców.